# Stade du Hameau
Het Stade du Hameau (voorheen bekend als het Olympisch stadion du Hameau of stadion kolonel de Fornel) is een sportstadion in Pau, Frankrijk. Het Hameau-stadion is een stadion bedoeld voor de beoefening van rugby en voetbal, evenals een complex voor sport en recreatie met dit stadion gelegen in Pau. Dit stadion is eigendom van de stad Pau sinds 1983, nadat het was overgedragen door het Franse leger, en de thuisclub is Section Paloise.
Met een capaciteit van 15.043 plaatsen, voorafgaand aan de reconstructie van de Ossau-tribune, ontvangt het Hameau-stadion sinds 1991 de rugbywedstrijden van Section Paloise, die eerder werden gehouden in het stadion de la Croix du Prince sinds 1910.
De bouw begon op 15 augustus 1948, op initiatief van Kolonel de Fornel.
De eerste renovatie van het Hameau-stadion vond plaats in 1988 om Section Paloise en Pau FC te verwelkomen voor een tweede overeenkomst vanaf 1991.
Het Hameau-stadion werd vervolgens volledig getransformeerd in 2017 en onderscheidt zich nu door zijn esthetiek. Het dak van de Noord- en Oost-tribunes vormt een gespannen boog, met een slanke en uniforme uitstraling, terwijl de gebogen en transparante vorm van de voorrand van het afdak lichtheid en elegantie toevoegt.
Pau FC verliet het Hameau in 2018 en heeft nu zijn eigen Nouste Camp-stadion. Het Pau FC is echter gedwongen om het Hameau opnieuw te betrekken voor een derde tijdelijke overeenkomst tijdens de eerste helft van het seizoen 2020-2021, in afwachting van de goedkeuring van Ligue 2 voor hun nieuwe stadion.
Tot slot organiseert het Hameau ook sport- en culturele evenementen, waaronder de finale van Pro D2 2019.
Zelfs zonder de Ossau-tribune blijft het Hameau het grootste stadion van de Pyrénées-Atlantiques, voor het Stade Jean-Dauger in Bayonne en het Parc des sports d'Aguiléra in Biarritz.
Het Hameau-stadion is ook het derde grootste stadion in de regio Nouvelle-Aquitaine, na de stadions Matmut Atlantique en Chaban-Delmas in Bordeaux.